# Trần Dương (chính khách)
Trần Dương (1922–2006, tên thật là Nguyễn Văn Phiếm) là nhà cách mạng và chính khách Việt Nam. Ông từng giữ chức Thống đốc Ngân hàng Nhà nước Việt Nam (1977–1981). Ông quê thôn Trà Vi, xã Vũ Công, huyện Kiến Xương, tỉnh Thái Bình.
Năm 1938, ông tham gia mặt trận Đông Dương, hoạt động cách mạng, từng giữ chức vụ Trưởng ty Thông tin tỉnh Thái Bình, Đại biểu Quốc hội khóa I (với tên gọi Nguyễn Văn Phiếm), Phó Giám đốc Ngân hàng Nhân dân Nam Bộ, Phó Tổng Giám đốc Ngân hàng Nhà nước Việt Nam (1962–1976), Trưởng ban Tiếp quản Ngân hàng Trung ương tại miền Nam (1975), Tổng Giám đốc Ngân hàng Nhà nước Việt Nam (28/2/1977 - 19/2/1981), Phó Viện trưởng Viện Nghiên cứu Quản lý Kinh tế Trung ương. Ông qua đời năm 2006.